# Sailly (Ardennes)
Sailly is een gemeente in het Franse departement Ardennes (regio Grand Est) en telt 209 inwoners (2005). De plaats maakt deel uit van het arrondissement Sedan.

## Geografie
De oppervlakte van Sailly bedraagt 12,9 km², de bevolkingsdichtheid is 16,2 inwoners per km².
De onderstaande kaart toont de ligging van Sailly (Ardennes) met de belangrijkste infrastructuur en aangrenzende gemeenten.

## Demografie
Onderstaande figuur toont het verloop van het inwonertal (bron: INSEE-tellingen).

Vanwege een beveiligingsprobleem met de MediaWiki Graph-software is het momenteel niet mogelijk deze grafiek weer te geven. Zodra de software is bijgewerkt zal de grafiek vanzelf weer zichtbaar worden.
Auflance · Autrecourt-et-Pourron · Beaumont-en-Argonne · Bièvres · Blagny · Brévilly · Carignan · Les Deux-Villes · Douzy · Escombres-et-le-Chesnois · Euilly-et-Lombut · La Ferté-sur-Chiers · Fromy · Herbeuval · Létanne · Linay · Malandry · Margny · Margut · Matton-et-Clémency · Messincourt · Mogues · Moiry · Mouzon · Osnes · Puilly-et-Charbeaux · Pure · Sachy · Sailly · Sapogne-sur-Marche · Signy-Montlibert · Tétaigne · Tremblois-lès-Carignan · Vaux-lès-Mouzon · Villers-devant-Mouzon · Villy · Williers · Yoncq
1. ↑  Populations de référence 2022.